# Clean Feed Records
Clean Feed Records ist ein portugiesisches Tonträgerunternehmen, das zu Trem Azul gehört. Das Sublabel Shhpuma widmet sich der portugiesischen Musikgeschichte.   
Das Tonträgerunternehmen mit dem Label Clean Feed Records wurde 2001 von Pedro Costa und Rodrigo Amado in Lissabon gegründet und hat seitdem (Stand: 2017) über 450 Alben veröffentlicht. Sein Fokus ist aktuelle Jazzmusik, insbesondere Modern Creative, sowie Improvisationsmusik. Zu den von Clean Feed Records betreuten Künstlern gehören europäische Jazz- und Improvisationsmusiker wie Carlos Barretto, Carlos Bica, Louis Sclavis, Urs Leimgruber, Alfred Harth, Ingebrigt Håker Flaten, Christian Lillinger, Søren Kjærgaard und das Multiple Joyce Orchestra genauso wie zeitgenössische Vertreter dieser Genres aus Amerika (etwa Patrick Brennan, James Carney, Whit Dickey, Scott Fields, Mark Dresser (Ain’t Nothing But a Cyber Coup & You), James Finn, Charles Gayle, Stephen Gauci, Nate Wooley, Michael Bisio, Dennis González, Tony Malaby, Joe Morris, Fredrik Nordström, John O’Gallagher (Dirty Hands, 2008), Ivo Perelman, Dominic Duval, Elliott Sharp, Joe Fiedler, Herculaneum und Mostly Other People Do the Killing) sowie aus Japan (Otomo Yoshihide). Das Label wurde von All About Jazz mehrfach hintereinander als Label des Jahres ausgezeichnet.
Seit 2006 veranstaltet Clean Feed Records jährlich in New York City das Clean Feed Festival (u. a. im Cornelia Street Cafe), bei dem Künstler des Labels auftreten. Seit 2010 wurden diese Festivals auch in Chicago und verschiedenen Städten in Europa, wie in Utrecht und Laibach veranstaltet.